# Emma Kinderziekenhuis
Het Emma Kinderziekenhuis (EKZ) is een Amsterdams kinderziekenhuis, opgericht in 1865 en sinds 1989 geïntegreerd in het Amsterdams Academisch Medisch Centrum.
Het Emma Kinderziekenhuis neemt de bovenste verdieping van het hoofdgebouw, gelegen in Amsterdam-Zuidoost, in. In het ziekenhuis zijn een aantal voorzieningen waaronder de eigen ziekenhuisomroep Emma TV, een infotheek, een ziekenhuisschool, een bioscoop en een restaurant met dakterras.

## Geschiedenis
Het EKZ werd in 1865 opgericht door de vereniging 'Het Kinderziekenhuis', onder bezieling van stadsarts dr. Samuel de Ranitz, hij werd de eerste geneesheer-directeur van het ziekenhuis.
De eerste locatie was het vroegere Engelse Weeshuis, gelegen aan de Oudezijds Achterburgwal. Er was een beperkte capaciteit van twaalf bedden. Dankzij giften van particulieren kon men reeds zes jaar later met de bouw van een nieuw ziekenhuis starten aan de Sarphatistraat 102.
Het hoofdgebouw werd in 1873 afgewerkt en daarmee steeg de beddencapaciteit naar 50 tot 60 bedden in vier zalen. In 1876 volgde een isolatiegebouw en in 1884 een operatieafdeling. In 1892 kon een polikliniek toegevoegd worden in een nieuwe westelijke vleugel, en een aparte zuigelingenafdeling. In 1899 werd aan de naam van het Kinderziekenhuis deze van koningin Emma toegevoegd. Het EKZ bleef uiteindelijk 117 jaar lang gevestigd aan de Sarphatistraat, tot december 1988 en de opname in het AMC en diens nieuwbouw.

## Metamorfose
In 2009 werd een grote verbouwing gestart aan het Emma Kinderziekenhuis AMC. Reden voor de vernieuwing was dat de afdelingen in het AMC niet meer volledig voldeden aan de eisen van deze tijd. Ouders willen graag meer privacy en voorzieningen, en voor de kinderen is het belangrijk dat ze zoveel mogelijk activiteiten kunnen ontplooien. Vooral bij langdurige en herhaalde opnames (chronisch zieken) is het van belang de aansluiting met thuis, school en vrienden niet te verliezen.
De verbouwing vond plaats in fasen:
- Fase 1: Chirurgie en Zuigelingen[3], Staf (afgerond in 2010)
- Fase 2: Grote Kinderen[4] en Kinderoncologie[5] (afgerond in 2012)
- Fase 3: Tieners[6] (afgerond in 2013)
- Fase 4: Intensive Care Kinderen[7], Dagziekenhuis en Staf (afgerond in juni 2014)
- Fase 5: Algemene Voorzieningen[8]

Op 7 oktober 2015 werd het nieuwe ziekenhuis geopend door koning Willem-Alexander.